# Volodymyrivka
Volodymyrivka (em ucraniano: Володимирівка; em russo: Влади́мировка) é um assentamento de tipo urbano no oblast de Donetsk, leste da Ucrânia.  Em 2022, a população do assentamento era estimada em 6.047 habitantes.